# Landnámabók
Landnámabók ("Księga o Zasiedleniu") – jedno z dzieł średniowiecznej literatury islandzkiej, opisujące historię odkrycia Islandii oraz jej zasiedlania, czyli landnám. Księga wymienia imiona i przydomki osadników, ich rodziny, nazwy ziem przez nich zajmowanych oraz przyczyny, które skłoniły ich do opuszczenia Norwegii.
Księga o Zasiedleniu opisuje m.in. historię założenia Reykjaviku przez Ingólfura Arnarsona w 874. Poza tym opisuje także innych osadników, czyli landnámsmenn, oraz dzieje ich potomków doprowadzone do XII wieku. W Landnámabók opisana jest historia w sumie 400 rodów, czyli ponad 3 tysiące postaci oraz około 1400 osad. Wiele współczesnych rodzin islandzkich potrafi dzięki niej odnaleźć swoich przodków wśród pierwszych osadników.
Nie jest znany autor Landnámabók, powstałej w XIII wieku w języku islandzkim. Za to pewne jest, że oparł się na starszym dziele Ariego Thorgilssona pod tytułem Íslendingabók, czyli "Księga o Islandczykach". 
Landnámabók zachowała się w pięciu wersjach:
- Sturlubók – spisana przez Sturla Thordarsona (1214-1284) prawdopodobnie między 1275 a 1280, zachowała się jedynie w kopii pochodzącej z XVII wieku,
- Hauksbók – spisana przez Haukura Erlendssona (?-1331) w latach 1306–1308, a która zachowała się do dziś,
- Melabók – powstała prawdopodobnie również na początku XIV w., ale do czasów współczesnych zachował się jedynie niewielki fragment,
- Thórdarbók – wersja spisana na początku XVII w. przez Thórdura Jónssona z Hitardalur, który oparł się na istniejącej jeszcze pełnej wersji Melabók,
- Skardsárbók – ostatnia wersja powstała mniej więcej w tym samym czasie, być może nieco wcześniej, ale oparta była na dwóch najstarszych rękopisach.

Po raz pierwszy Księga o Zasiedleniu ukazała się drukiem w 1688, wydana przez biskupa Skálholtu.